# Château de Parpeville
Le château de Parpeville est un château situé à Parpeville, en France.

## Localisation
Le château est situé sur la commune de Parpeville, dans le département de l'Aisne.

## Historique
Le monument est inscrit au titre des monuments historiques en 1928.